# Will Keane
William David Keane (Stockport, 11 de enero de 1993) es un futbolista irlandés que juega como delantero en el Preston North End F. C. de la EFL Championship de Inglaterra.
Su hermano gemelo, Michael, es un defensor que juega para el Everton.

## Primeros años
Nació en Stockport, Gran Mánchester, Keane y su hermano gemelo Michael crecieron en el suburbio de Heaton Mersey y asistió a la universidad de St Bede's College en el sur de Mánchester. Ellos se unieron al Manchester United con once años.

## Carrera

### Inicios
Keane se abrió camino a través de la academia de Manchester United, e hizo su primera aparición para los sub-18 el 21 de abril de 2007 contra el Sheffield United, un juego en el que ambas partes habían acordado sub-16 en los equipos; a la edad de 14, Keane entró como sustituto del goleador Tomos Roberts en el minuto 77 en la victoria por 4-0 de visitante. Su siguiente aparición en los sub-18 llegó casi dos años después, cuando empezó en el centro del campo en la derrota por 1-0 en casa contra el Stoke City el 21 de febrero de 2009, poco antes de cumplir los 16 años, ambos Keanes se adjudicaron becas de tres años con el Manchester United, que comenzaron en julio de 2009.
En la temporada siguiente, Keane se convirtió en titular regular para los sub-18, con 13 goles en 26 apariciones en 2009-10, incluyendo los tres goles en la victoria por 3-0 en casa ante el Manchester City; también hizo varias apariciones para las reservas. Su debut en la reserva llegó como suplente en liga en la victoria 1-0 de visitante contra el Everton el 6 de octubre de 2009, y marcó su primer gol cinco meses más tarde, en el penúltimo partido del grupo del Manchester United en la Manchester Senior Cup contra el Stockport County el 8 de marzo de 2010; después de entrar por Nicky Ajose sobre la hora de juego, Keane anotó 14 minutos más tarde para darle al Manchester United una victoria por 1-0. Otro de los objetivos de las reservas era lograr la victoria tres días más tarde, Keane puso al United 2-0 a los 27 minutos del "mini-derbi" ante el Manchester City; Sin embargo, los Citizents marcaron dos goles para salvar un punto.
Al final de la temporada, Keane hizo otra aparición como sustituto de las reservas en el Premier Reserve League final de los Play-off contra el Aston Villa; después de entrar en el minuto 76 en lugar de Gabriel Obertan - él mismo sería reemplazado por Cameron Stewart - Keane casi le dio al Manchester United una ventaja de 3-2, pero no pudo convertir el rechazar un cabezazo de Matthew Roome que iba hacia su propia portería. Los goles llegaron para ambos equipos en los últimos 10 minutos, y el partido se fue a penales; Keane no logró el tercer penalti de Manchester United, y vio su esfuerzo derrumbado por el portero del Aston Villa Andy Marshall, pero Ben Foster atajó los penales de Nathan Delfouneso y James Collins que le dieron al Manchester United una victoria por 3-2 y el título de la Premier Reserve League. Las actuaciones de Keane durante la temporada 2009-10, le valieron para recibir el premio Jimmy Murphy Young Player of the Year.
A pesar de hacer apenas 17 apariciones para los sub-18 en la temporada 2010-11, Keane acabó como máximo goleador del equipo con 16 goles, incluyendo ocho en apenas seis partidos de la FA Youth Cup- tres en el partido de vuelta de semifinales contra el Chelsea y tres más en los dos partidos de la final contra el Sheffield United. También anotó seis goles en 10 partidos con las reservas; solo un penal fallado le negó un triplete en la victoria por 5-1 sobre Newcastle United el 16 de diciembre de 2010, en el último partido de Ole Gunnar Solskjær como entrenador.
Keane estaba siempre presente para las reservas de la liga en 2011-12, anotando 14 veces en 22 partidos, así como cuatro más en siete partidos de copa. Su mejor actuación de la temporada llegó el 16 de abril de 2012, cuando anotó cuatro en la victoria por 6-3 de visitante al Newcastle United para confirmar al Manchester United como campeón de la Premier Reserve League North.  Se enfrentaron de nuevo al Aston Villa en el campeonato de play-off, y de nuevo el partido se fue a penales, pero esta vez Keane anotó su penal con el que el Manchester United ganó 3-1. Keane estaba de nuevo anotando una semana más tarde con el Manchester United, hizo un doblete en la victoria 2-0 sobre el Manchester City en la final de la Manchester Senior Cup.

### Avance mayor y lesión
Después de ser nombrado como suplente en una derrota por 2-1 ante el Wolverhampton Wanderers en la Premier League el 5 de febrero de 2011 y una victoria 3-0 sobre el Aldershot Ciudad en la cuarta ronda de la Football League Cup el 25 de octubre de 2011, Keane hizo su debut con el primer equipo en la Copa de la Liga el 31 de diciembre de 2011 en una derrota por 3-2 en casa ante el Blackburn Rovers  de la Premier League, al entrar como sustituto reemplazando a Rafael.
Sufrió una lesión en los ligamentos de la rodilla mientras jugaba con la selección de Inglaterra sub-19 en mayo de 2012, mantuvo a Keane fuera durante toda la temporada 2012-13. Hizo su regreso para el Manchester United sub-21 en casa ante el Bolton Wanderers el 16 de septiembre de 2013, metió el primer gol en la victoria por 4-1. Tres goles más consecutivos en los próximos dos partidos de la sub-21, en contra de Bury y Bolton en la Manchester Senior Cup.

### Wigan (cesión)
El 28 de noviembre de 2013, Keane se unió a su compañero del Manchester United el joven Nick Powell en un préstamo de un mes en el Wigan Athletic. Hizo su debut en casa ante el Derby County el siguiente fin de semana, solo para ser reemplazado por Grant Holt en el descanso con el Wigan ganando 1-0; pasaron a perder el juego 3-1. Había una posibilidad de que en el partido Keane podría haberse enfrentado a su hermano, Michael, que había firmado para Derby en el mismo día en que Keane se unió Wigan,  pero Michael no pudo salir del banco. Después de no poder encontrar la red en cuatro partidos con el Wigan, Keane regresó a Manchester United en diciembre de 2013 después de haber sufrido una lesión en la ingle.

### Queens Park Rangers (cesión)
Después de recuperarse de la lesión, Keane hizo un movimiento de préstamo al Queens Park Rangers el 31 de enero de 2014 hasta el final de la temporada 2013-14.

### Sheffield Wednesday (cesión)
El 22 de enero de 2015 Keane se unió al Sheffield Wednesday F. C. en calidad de préstamo por el resto de la temporada. Hizo su debut el miércoles 27 de enero en el empate 0-0 en Hillsborough contra Birmingham City. Su primer gol llegó desde el punto de penalti para empatar 1-1 en casa del búho contra el Cardiff Cty el 7 de febrero.

### Preston North End (cesión)
El 8 de julio de 2015, Keane firmó un acuerdo de préstamo por toda la temporada con el Preston North End. La cesión fue cancelada por el United el 31 de diciembre.

### Hull City
El 30 de agosto de 2016 se hizo oficial su fichaje por el Hull City. En noviembre sufrió una grave lesión de rodilla que le tuvo más de un año, hasta enero de 2018.

### Ipswich Town
El 4 de enero de 2019 fue cedido al Ipswich Town hasta final de temporada. Libre tras finalizar su vinculación con el Hull en junio de 2019, regresó al club el 20 de agosto firmando por un año. El 18 de mayo de 2020, el club comunicó que no ejercería la opción de prorrogar el contrato un año más y que quedaría libre al finalizar el mes de junio.

## Selección nacional
A pesar de ser elegible para la República de Irlanda a través de su padre, Keane hizo su debut con la selección inglesa sub-16 en la victoria por 3-1 contra Rusia en 2009. Marcó un gol en tres partidos con el equipo. Formó parte de Inglaterra sub-17 equipo que ganó la 2010 UEFA Euro Sub-17, con una aparición en la final. Hizo un total de 15 participaciones y marcó tres goles para el equipo. Luego avanzó hacia la sub-19, donde hizo seis apariciones y anotó un gol. Recibió una llamada del equipo sub-21 dirigido por Stuart Pearce en noviembre de 2011, y recibió elogios del director del equipo de reserva del Manchester United Warren Joyce, Joyce dice que Keane merecía la llamada después de su buena forma en el equipo de la reserva. Hizo su primera aparición en la victoria por 5-0 ante Islandia, saliendo desde el banquillo para sustituir al centrocampista Josh McEachran en el minuto 78. Apareció en el siguiente juego, cuatro días después contra Bélgica, esta vez al entrar como sustituto de Marvin Sordell. El 25 de mayo de 2012, marcó dos goles para Inglaterra sub-19 venciendo 5-0 a Eslovenia en Deepdale. Keane sufrió una lesión en el ligamento de la rodilla el 30 de mayo de 2012, mientras jugaba para Inglaterra sub-19 contra Suiza, que dio lugar a su desaparición del conjunto en la temporada 2012-13.
El 11 de noviembre de 2021 debutó con la selección de la República de Irlanda en un encuentro de clasificación para el Mundial 2022 ante Portugal que finalizó en empate a cero.

## Estadísticas de carrera
| Club                                          | Temporada           | Div.                | Liga | Liga | Liga | Copas nacionales | Copas nacionales | Copas nacionales | Copas internacionales | Copas internacionales | Copas internacionales | Total | Total | Total | Prom. · |
| Club                                          | Temporada           | Div.                | PJ   | G    | A    | PJ               | G                | A                | PJ                    | G                     | A                     | PJ    | G     | A     | Prom. · |
| --------------------------------------------- | ------------------- | ------------------- | ---- | ---- | ---- | ---------------- | ---------------- | ---------------- | --------------------- | --------------------- | --------------------- | ----- | ----- | ----- | ------- |
| Manchester United Inglaterra                  |                     |                     |      |      |      |                  |                  |                  |                       |                       |                       |       |       |       |         |
| 2009/10                                       | U21.ª               | 6                   | 1    | 0    | 0    | 0                | 0                | 0                | 0                     | 0                     | 6                     | 1     | 0     | 0.16  |         |
| 2010/11                                       | U21.ª               | 8                   | 5    | 1    | 0    | 0                | 0                | 0                | 0                     | 0                     | 8                     | 5     | 1     | 0.62  |         |
| 2011/12                                       | U21.ª               | 22                  | 15   | 7    | 0    | 0                | 0                | 0                | 0                     | 0                     | 22                    | 15    | 7     | 0.68  |         |
| 2011/12                                       | 1.ª                 | 1                   | 0    | 0    | 0    | 0                | 0                | 0                | 0                     | 0                     | 1                     | 0     | 0     | 0.00  |         |
| 2012/13                                       | U21.ª               | -                   | -    | -    | -    | -                | -                | -                | -                     | -                     | -                     | -     | -     | 0.00  |         |
| 2013/14                                       | U21.ª               | 7                   | 1    | 1    | 0    | 0                | 0                | 0                | 0                     | 0                     | 7                     | 1     | 1     | 0.14  |         |
| 2014/15                                       | U21.ª               | 7                   | 3    | 2    | 0    | 0                | 0                | 0                | 0                     | 0                     | 7                     | 3     | 2     | 0.42  |         |
| Total club                                    | Total club          | 51                  | 25   | 11   | 0    | 0                | 0                | 0                | 0                     | 0                     | 51                    | 25    | 11    | 0.49  |         |
| Wigan Athletic F. C. (Cesión) Inglaterra      |                     |                     |      |      |      |                  |                  |                  |                       |                       |                       |       |       |       |         |
| 2013/14                                       | 2.ª                 | 4                   | 0    | 0    | -    | -                | -                | -                | -                     | -                     | 4                     | 0     | 0     | 0.00  |         |
| Total club                                    | Total club          | 4                   | 0    | 0    | 0    | 0                | 0                | 0                | 0                     | 0                     | 4                     | 0     | 0     | 0.00  |         |
| Queens Park Rangers F. C. (Cesión) Inglaterra |                     |                     |      |      |      |                  |                  |                  |                       |                       |                       |       |       |       |         |
| 2013/14                                       | 2.ª                 | 10                  | 0    | 0    | -    | -                | -                | -                | -                     | -                     | 10                    | 0     | 0     | 0.00  |         |
| Total club                                    | Total club          | 10                  | 0    | 0    | 0    | 0                | 0                | 0                | 0                     | 0                     | 10                    | 0     | 0     | 0.00  |         |
| Sheffield Wednesday F. C. (Cesión) Inglaterra |                     |                     |      |      |      |                  |                  |                  |                       |                       |                       |       |       |       |         |
| 2014/15                                       | 2.ª                 | 13                  | 3    | 0    | -    | -                | -                | -                | -                     | -                     | 13                    | 3     | 0     | 0.00  |         |
| Total club                                    | Total club          | 13                  | 3    | 0    | 0    | 0                | 0                | 0                | 0                     | 0                     | 13                    | 3     | 0     | 0.00  |         |
| Preston North End F. C. (Cesión) Inglaterra   |                     |                     |      |      |      |                  |                  |                  |                       |                       |                       |       |       |       |         |
| 2015/16                                       | 2.ª                 | 0                   | 0    | 0    | 0    | 0                | 0                | -                | -                     | -                     | 0                     | 0     | 0     | 0.00  |         |
| Total club                                    | Total club          | 0                   | 0    | 0    | 0    | 0                | 0                | 0                | 0                     | 0                     | 0                     | 0     | 0     | 0.00  |         |
| Total en su carrera                           | Total en su carrera | Total en su carrera | 78   | 28   | 11   | 0                | 0                | 0                | 6                     | 1                     | 0                     | 78    | 28    | 11    | 0.35    |